# Sidi Ben Adda
Sidi Ben Adda (em árabe: سيدي بن عدة) é um município localizado na província de Aïn Témouchent, no noroeste da Argélia. Em 2010, sua população era de 14 086 habitantes.